# Bacoli
Bacoli község (comune) Olaszország Campania régiójában, Nápoly megyében.

## Fekvése
Nápolytól 15 km-re nyugatra, a Flegrei-félsziget területén fekszik. Határai: Monte di Procida és Pozzuoli. Több önálló településből jött létre, amelyek ma frazionéjait adják: Baia, Cappella, Cuma, Fusaro, Miliscola, Miseno és Torregaveta. Ezek egykori görög-római települések voltak a Pozzuoli-öböl partján.

## Története
A mai Bacolit alkotó településeket görög tengerészek alapították. A legenda szerint a tengerészeket nappal egy fehér galamb, éjszaka pedig egy rejtélyes furulya hangja vezérelte erre vidékre. Egy másik legenda szerint Héraklész ide hozta Gérüón marháit (latinul boves) és így kapta a település a Bauli nevet.
Az első jelentős város, amelyet a mai község területén megalapítottak, Cumae (görögül Kümé) volt, amely akropoliszának maradványai ma is láthatók. Miután a város Magna Graecia része lett, Cumae lett a vidék központi települése, leigázva a szomszédos népek településeit. A római időkben sikerült megőriznie görög hagyományait. Ekkor épültek meg Misenum hadikikötője, Baiae termái valamint hadiakadémiája.
A birodalom bukása után a vidék gyors hanyatlásnak indult. Ehhez hozzájárultak a sorozatos természeti katasztrófák (elsősorban földrengések és a bradiszeizmikus mozgások miatt). A spanyol alkirályok uralkodása idején, a 17. században kezdték ismét benépesíteni a vidéket. 1919-ig Pozzuoli része volt, ezt követően vált önálló községgé.

## Népessége
A népesség számának alakulása:

## Főbb látnivalói
- ókori régészeti emlékek:
  - az ókori Baiae maradványai, mely az ókorban a rómaiai egyik kedvenc üdülőközpontja volt hévizeinek köszönhetően.
  - az ókori Misenum romjai, mely a rómaiak egyik legjelentősebb hadikikötője volt.
  - az ókori Cumae városának romjai (a jelentősebb romok Pozzuoli területén vannak)
  - a Villa Servilio Vatia Torregaveta frazionéban
- Agrippina sírja - egy parti móló mellett található kis romépület, melyben a legendák szerint Nero anyja, Agrippina volt eltemetve. A régészeti kutatások során bebizonyosodott, hogy ez az épület egy ókori színház része volt. Nero anyját, a Lucrinói-tó melletti villájában ölette meg és a baiaei palotája mellett temette el, mely a későbbi építkezések során elpusztult
  - Piscina Mirabilis - egy hatalmas földalatti víztartály
  - Cento Camerelle - egy ókori villa maradványai
- középkori építmények:
  - Baia vára (Castello Aragonese) - az 1500-as években épült egy Julius Caesar által építtetett villa romjaira, hogy a várost a tenger felől támadó kalózok ellen megvédjék
  - Johanna királynő palotája Fusaro frazionéban
- természeti látnivalók:
  - Misenói-fok
  - Fusaro-tó
  - Lucrinói-tó